# Üçocak, Arıcak
Üçocak là một thị trấn thuộc huyện Arıcak, tỉnh Elâzığ, Thổ Nhĩ Kỳ. Dân số thời điểm năm 2011 là 2.42 người.